# Ломленка
Ломленка (укр. Ломленка) — село,
Марчихино-Будский сельский совет,
Ямпольский район,
Сумская область,
Украина.
Код КОАТУУ — 5925681903. Население по переписи 2001 года составляло 35 человек .

## Географическое положение
Село Ломленка находится в 1-м км от левого берега реки Ивотка,
ниже по течению на расстоянии в 2 км расположено село Родионовка.
Село находится на границе с Россией.
Село окружено большим лесным массивом.